# Pista!
Pista! è stato un programma televisivo trasmesso da Rai 1 tra il 1986 e il 1987 in fascia pomeridiana, per la regia di Luigi Martelli. La prima serie è andata in onda dal 7 febbraio 1986 al 20 giugno 1986, mentre la seconda serie tra il 7 novembre 1986 e il 27 giugno 1987.
Si trattava di un contenitore pomeridiano per ragazzi in onda ogni venerdì che trasmetteva film e cartoni animati targati Walt Disney intervallati da momenti di varietà e una serie di giochi di matrice demenziale in cui due famiglie (formate da un nonno, due genitori e due figli) si sfidavano per la vittoria finale. A condurre entrambe le serie il regista e attore Maurizio Nichetti, affiancato dalla Banda Osiris, Daniela Goggi, Orsetta Gregoretti e Margherita Pace, quest'ultima rimpiazzata nella seconda edizione del programma da Shirine Sabet.
La prima edizione del programma andava in onda dalle 14:15 alle 18:30 e prevedeva in apertura un film della Disney, generalmente un film d'avventura. All'interno del contenitore anche l'interazione con il pubblico, che attraverso le telefonate, doveva scegliere quale filmato mandare in onda tra una selezione di 10 video che proponevano situazioni curiose o bizzarre. La seconda serie del programma venne privata dei film (che nel frattempo erano stati spostati alla prima serata dello stesso venerdì, sotto la denominazione "Al cinema in famiglia - Appuntamento con Walt Disney") e andava in onda in diretta dalle 15:30 alle 18:30. In questa seconda serie fu proposta anche una gara rivolta a gruppi musicali che facessero ridere suonando o viceversa. Non mancavano gli ospiti: tra i tanti, Walter Chiari e Ombretta Colli.
Il programma fu omaggiato da due avventure a fumetti disegnate da Giorgio Cavazzano e pubblicate su Topolino, "Topolino in... Pista!" (n.1595) e " Pista! a Topolinia" (n.1637) che vedevano diversi personaggi dell'universo Disney partecipare alla trasmissione condotta da un Nichetti in una buffa versione a fumetti.
La sigla d'apertura era West End Girls, successo del 1986 dei Pet Shop Boys.

## Fonti
- Alessandra Comazzi, "Nichetti sceso in Pista presenta Topolino & C. ", La Stampa, 5 febbraio 1986
- Maria Novella Oppo, "E Nichetti ci prova coi nonnetti", L'Unità, 7 novembre 1986
- Teche Rai